# Hansfordiellopsis aburiensis
Hansfordiellopsis aburiensis är en svampart som beskrevs av Deighton 1960. Hansfordiellopsis aburiensis ingår i släktet Hansfordiellopsis, klassen Dothideomycetes, divisionen sporsäcksvampar och riket svampar.   Inga underarter finns listade i Catalogue of Life.